# Pulsiones de autoconservación
Según Sigmund Freud, Pulsiones de autoconservación hacen referencia a un

Término mediante el cual Freud designa el conjunto de las necesidades ligadas a las funciones corporales que se precisan para la conservación de la vida del individuo; su prototipo viene representado por el hambre.
Dentro de su primera teoría de las pulsiones, Freud contrapone las pulsiones de autoconservación a las pulsiones sexuales.